# Notholepthyphantes erythrocerus
Notholepthyphantes erythrocerus är en spindelart som först beskrevs av Simon 1902.  Notholepthyphantes erythrocerus ingår i släktet Notholepthyphantes och familjen täckvävarspindlar. Inga underarter finns listade i Catalogue of Life.